# Sorsidéző – Ezeréves magyar Ámen

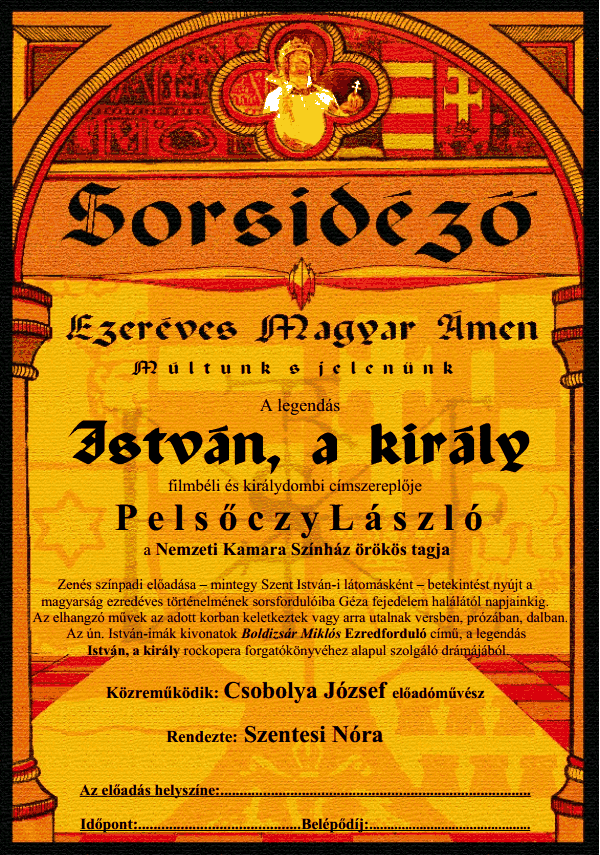
Az előadás plakátja

A Sorsidéző – Ezeréves Magyar Ámen zenés, hazafias irodalmi-történelmi műsor, amelynek szerkesztői Boldizsár Miklós és Győri Magda, rendezője Szentesi Nóra. A műsorban az István, a király című rockoperában megfogalmazott gondolatok mintegy továbbgondolásával a magyarság ezeréves történelme elevenedik meg.

## A mű háttere

### Ezeréves Ámen
Eredetileg ezzel a címmel indult útjára a darab 1985. május 29-én. A bemutató helyszíne az akkori Mikroszkóp Színpadon működő Rátkai Klub. Az ősbemutatón a színpadon egyszerre volt jelen az István, a király rockopera három főszereplője: Pelsőczy László, Varga Miklós és Vikidál Gyula. A negyedik közreműködő: Dévai Nagy Kamilla, rendező: Győri Magda. Az előadás óriási sikert aratott a zsúfolásig telt színházteremben.
A bemutatót előbb hazai előadások sora követte Budapesten és vidéken egyaránt. Később egyre több meghívás érkezett a határokon túlról is. A leghosszabb turnét (közel három hónap) az Egyesült Államok és Kanada meghívása hozta - ekkorra azonban már (az itthoni elfoglaltságaik miatt) Varga  Miklós és Vikidál Gyula nélkül.
Az utolsó, e címen jegyzett előadást (immáron Pelsőczy László önálló estjeként) 1991-ben láthatta a közönség.

### Ezeréves Magyar Ámen
E címen kelt új életre a darab – eredeti eszmeiségét, irányvonalát megőrizve, de új elemekkel gazdagítva, Csobolya József állandó közreműködésével. A megújult darab bemutatója 2005. október 6-án volt Újpesten, a Katolikus Kultúrházban. Az első széria (2005) után, értelmezési egyszerűsítésként egészült ki a cím, és lett így Sorsidéző - Ezeréves magyar Ámen. Legfőképpen az augusztus 20-i ünnepségekhez, de más nemzeti ünnepeinkhez kapcsolódóan kerül bemutatásra.

## Leírás

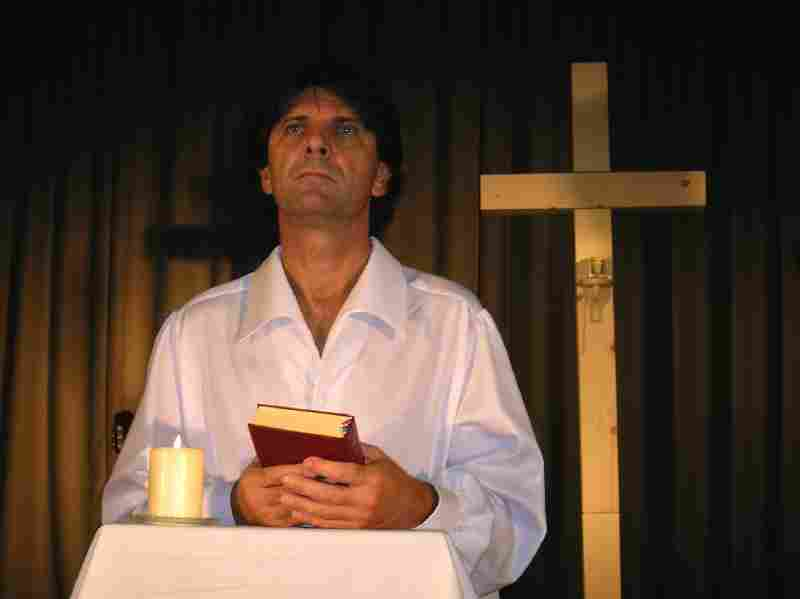
Pelsőczy László, mint István király

A mű Boldizsár Miklós Ezredforduló című drámájára épül, amely írás az István, a király szövegkönyvének (Bródy János) alapjául is szolgált.
Az előadás főszereplője Szent István, magyar király (Pelsőczy László), aki itt úgy jelenik meg, mintha a felhők közül nézné népe sorsának alakulását - Géza fejedelem halálától napjainkig. A magyar nemzet történelmileg legjelentősebb sorsfordulóit kiemelve öt ima hangzik el így az imazsámolyon.
Az imák között – részben korabeli, részben a korra utaló – megzenésített versek, krónikák, és egyéb írások hangzanak el. A versek és írások Boldizsár Miklós, Juhász Gyula, Bornemisza Péter, Zrínyi Miklós, Balassi Bálint, Petőfi Sándor, Ady Endre, József Attila, Karinthy Frigyes, Juhász Ferenc, Csoóri Sándor és Nemeskürty István művei.

### A művek (elhangzásuk sorrendjében 2012-ig)[5]
Agnus Dei, Requiem (gregorián énekek)
Pater noster (latin Miatyánk)
Uram, magadhoz szólítád...
István-ima (997) Géza fejedelem halála – törökvész
Magyar hazánk, Te jó anya
Miképpen az Úr (Farkas András)
Szent László pénze (erdélyi népmonda)
Halotti beszéd (Boldizsár Miklós)
Dózsa feje (Dévai Nagy Kamilla – Juhász Gyula)
Elfelejtett évtized (Nemeskürty István)
István-ima (1526) Mohács – török világ
Cantio Optima - Siralmas énnéköm (Bornemisza Péter)
Az török áfium ellen való orvosság (Zrínyi Miklós)
Búcsú hazájátul - Ó, én édes hazám (Balassi Bálint)
István-ima (1705) Rákóczi-szabadságharc – Rodostó
Hej, Rákóczi, Bercsényi, Bezerédi (kuruc dal)
Rákóczi gyömrői beszéde
Krasznahorka büszke vára
Mikes Kelemen-levél Rodostóból
Az halottas ünnep (Novák János – Ady Endre)
István-ima (szabadságharcok, világháborúk)
Látom a kék eget (49-es katonadal)
Kiáltvány a néphez (Kossuth Lajos)
Nemzeti dal (Tolcsvay László – Petőfi Sándor)
Leiningen-Westerburg Károly búcsúlevele
Kivégzési bizonyítvány, Aradi ballada
Él-e még az Isten? (Arany János)
Európa csendes (Szörényi Levente – Petőfi Sándor)
Hasadnak rendületlenül (Arany János)
Hajlongni emerre, amarra (Novák János – Ady Endre)
Magyarok (József Attila)
Levél kisfiamnak - Trianon emléknapjára (Karinthy Frigyes)
Nem látlak én téged többé (I. világháborús katonadal)
Himnusztöredék (Juhász Ferenc), 56-os táviratok
Háborús mondóka (Csoóri Sándor)
Isten, hazánkért térdelünk elődbe (egyházi ének)
István-ima (fohász a magyarságért)
Agnus Dei

## Alkotók

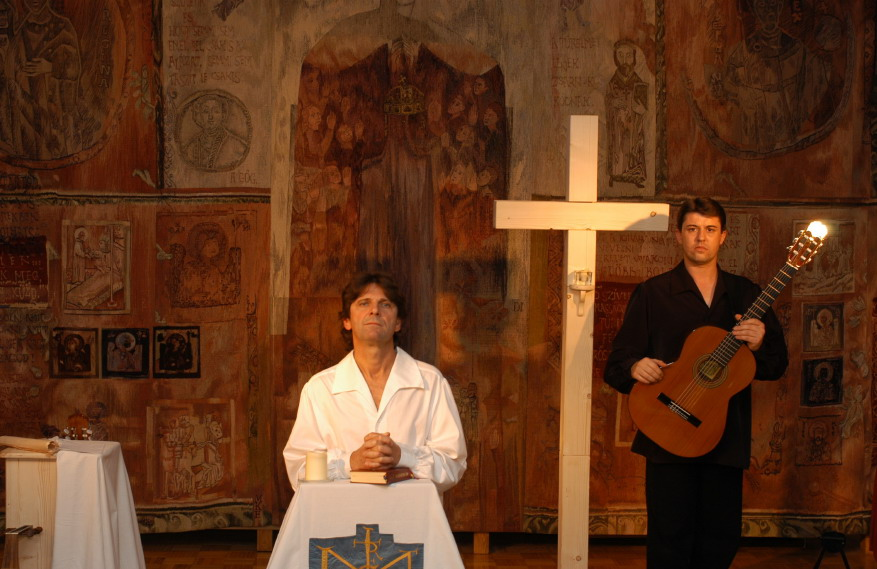
Pelsőczy László és Csobolya József

A jelenleg játszott mű szerkesztői Boldizsár Miklós, Győri Magda, Pelsőczy László, Szentesi Nóra, Csobolya József, rendezője pedig Szentesi Nóra.
Istvánt Pelsőczy László jeleníti meg. Előadótársai változóak. Fellépett már a darabban Herman Gréta és Csobolya József is.

## Előadások
- 2005. október 6. Újpest, Katolikus Kultúrház
- 2005. október 16. Erdőkertes, Faluház
- 2005. október 17. Esztergom, Keresztény Múzeum
- 2005. november 12. Szentendre, Művelődési Ház
- 2005. november 19. Pomáz[7]
- 2006. március 18. Székesfehérvár, Szt. István terem
- 2006. augusztus 18. Budapest, Alexandra Könyvesház Pódiuma[2]
- 2006. augusztus 19. Fót[5]
- 2007. január 23. Martonvásár, Könyvtár
- 2007. augusztus 17. Zebegény, katolikus templom[8][9]
- 2007. augusztus 20. Ráckeresztúr, Művelődési Ház
- 2008. szeptember 20. Gyál (szabadtéri)[1]
- 2008. augusztus 20. Kiskunlacháza (Pereg), katolikus templom
- 2009. augusztus 19. Miskolc (szabadtéri)
- 2010. augusztus 20. Pusztaszabolcs[10]
- 2012. július 22. Alcsútdoboz, kápolna[11]

## Kritikák
- „Különös jelentősége és hangulata volt az említett drámából megidézett úgynevezett István-imáknak.”[4]